# Hippi-túra
A Hippi-túra (eredeti cím: Wanderlust) 2012-es amerikai filmvígjáték, melyet saját és Ken Marino forgatókönyvéből David Wain rendezett, Judd Apatow és Paul Rudd produceri közreműködésével. A főbb szerepekben Jennifer Aniston, Paul Rudd, Justin Theroux és Malin Åkerman látható.
Az Amerikai Egyesült Államokban 2012. február 24-én mutatták be.

## Cselekmény
A váratlanul jött munkanélküliség miatt frusztrált manhattani házaspár alternatív életlehetőségeket keres. Úgy döntenek, hogy egy vidéki közösségben próbálnak élni, ahol a szabad szerelem dominál.

## Szereplők
| Szerep             | Színész             | Magyar hang       |
| ------------------ | ------------------- | ----------------- |
| George Gergenblatt | Paul Rudd           | Görög László      |
| Linda Gergenblatt  | Jennifer Aniston    | Kökényessy Ági    |
| Seth               | Justin Theroux      | Anger Zsolt       |
| Eva                | Malin Åkerman       | Sipos Eszter Anna |
| Almond Cohen       | Lauren Ambrose      | Ruttkay Laura     |
| Wayne Davidson     | Joe Lo Truglio      | Elek Ferenc       |
| Carvin Wiggins     | Alan Alda           | Fodor Tamás       |
| Karen              | Kathryn Hahn        | Németh Kriszta    |
| Deena Schuster     | Jessica St. Clair   |                   |
| Rick Gergenblatt   | Ken Marino          | Epres Attila      |
| Rodney Wilson      | Jordan Peele        | Schmied Zoltán    |
| Kathy              | Kerri Kenney-Silver | Bertalan Ágnes    |
| Marisa Gergenblatt | Michaela Watkins    | Kiss Erika        |
| Shari              | Linda Lavin         |                   |
| Marcy lakája       | Keegan-Michael Key  |                   |

David Wain, Michael Ian Black, Michael Showalter és Ray Liotta cameoszerepben jelennek meg, mint híradós riporterek.

## Bemutató és fogadtatás
A filmet 2012. február 24-én mutatták be. 
Az első hétvégén a 8. helyen nyitott az észak-amerikai jegypénztáraknál. 2002 moziban mutatták be, és 6,5 millió dolláros bevételt hozott. A sikertelen debütálás miatt a filmet bevételi bukásnak tekintették. Hat hét elteltével a film Észak-Amerikában 17 288 155, nemzetközi szinten pedig 4 162 198 dollárt termelt.
A 39. People’s Choice Awards-gálán Jennifer Aniston elnyerte az év női vígjáték-sztárja díjat.
2012. június 19-én jelent meg DVD-n és Blu-ray lemezen.